# Rezerwat przyrody Livovská jelšina
Rezerwat przyrody Livovská jelšina (Liwowska olszyna) – rezerwat przyrody w Górach Czerchowskich na Słowacji. Powierzchnia 13,17 ha.

## Położenie
Rezerwat leży na terenach katastralnych wsi Livov i Lukov, w powiecie Bardejów. Obejmuje fragment doliny górnego biegu rzeki Topli długości ok. 2 km, zaczynający się tuż poniżej ostatnich zabudowań tej pierwszej miejscowości (498 m n.p.m.) i kończący przy ujściu do Topli jej prawobrzeżnego dopływu, potoku Ščepanka (464 m n.p.m.).

## Historia
Rezerwat został powołany w 1986 r.

## Flora
Teren rezerwatu wzdłuż brzegów Topli porasta zespół nadrzecznej olszyny górskiej z dominującą olszą szarą. W runie, oprócz gatunków typowych dla tego zespołu (m.in. żywokostu sercowatego), występuje licznie chroniona paproć pióropusznik strusi, tworząca miejscami zwarte porosty.